# Glypta arcuata
Glypta arcuata là một loài tò vò trong họ Ichneumonidae.